# 2Rule
2Rule je mađarski proizvođač športske odjeće, kojeg je 2018. godine osnovao mađarski poduzetnik, Mészáros Lőrinc. Postao je sve popularniji športski brend u mađarskim športskim klubovima. Najpoznatiji klub koji sponzoriraju je jedan od vodećih mađarskih rukometnih klubova, Veszprém.

## Športske momčadi

### Nogomet
- Csákvári TK
- Diósgyőri VTK
- Puskás Akadémia FC
- Szombathelyi Haladás
- Tiszakécske FC
- Zalaegerszegi TE
- NK Osijek[2]
- FK Miercurea Ciuc
- Marbäcks IF(gostujuća garnitura)

### Rukomet
- Ceglédi KKSE
- DVTK-Eger
- Érd HC
- MKB Veszprém KC

## Vanjska poveznica
- Službena stranica (mađ.)